# Coronel Pringles (kommun i Argentina)
Coronel Pringles är en kommun i Argentina.   Den ligger i provinsen San Luis, i den centrala delen av landet, 700 km väster om huvudstaden Buenos Aires.
Omgivningarna runt Coronel Pringles är i huvudsak ett öppet busklandskap. Runt Coronel Pringles är det mycket glesbefolkat, med 3 invånare per kvadratkilometer.